# Cochranella solitaria
Cochranella solitaria är en groddjursart som beskrevs av Pedro M. Ruiz-Carranza och Lynch 1991. Cochranella solitaria ingår i släktet Cochranella och familjen glasgrodor. Inga underarter finns listade i Catalogue of Life.